# Kangerlussuaq
Kangerlussuaq é um assentamento na Gronelândia, município Qeqqata. Em 2010 tinha 556 habitantes.

## População
Em 1991 tinha 442 habitantes baixando muito até 1994-1995, desde então a população é o dobro maior.